# Tunnel Heckenstallerstraße

Lage des Projektes „Mittlerer Ring Südwest“ im Mittleren Ring

Straßenverlauf am Mittleren Ring nach Fertigstellung der Tunnel Heckenstaller- und Garmischer Straße

Der Tunnel Heckenstallerstraße ist ein Straßentunnel im Süden Münchens. Er ist neben dem Luise-Kiesselbach-Tunnel der zweite Tunnel des Projekts Mittlerer Ring Südwest. Seine Länge beträgt 620 Meter. Er wurde am 25. Juli 2015 feierlich eröffnet und am 27. Juli 2015 dem Verkehr übergeben. Benannt ist er nach Urban Heckenstaller.

## Lage
Der Tunnel Heckenstallerstraße befindet sich im Stadtbezirk Sendling-Westpark und etwa vier Kilometer südwestlich vom Münchner Stadtzentrum. Er verläuft in west-östlicher Richtung und unter der bisherigen Heckenstallerstraße. Im Westen wird der Tunnel durch die Friedrich-Hebbel-Straße begrenzt, im Osten durch die Passauerstraße.

## Geschichte

### Erste Planungen und Rückschlag
Seit spätestens den 1970er Jahren gab es Pläne zur unterirdischen Verlegung des Mittleren Rings im Südwesten Münchens. Bei der Errichtung des U-Bahnhofs Westpark (Eröffnung 1983) war der Bau eines Straßentunnels bereits mit eingeplant worden. Ende der 1980er Jahre war dann das Ingenieursbauwerk fertig durchprojektiert. Bei den Koalitionsverhandlungen zu Rot-Grün im Münchner Stadtrat im Jahr 1990 einigten sich SPD und Grüne auf Drängen des kleineren Koalitionspartners allerdings darauf, keine Tunnelprojekte für den Mittleren Ring mehr weiterzuverfolgen.

### Bürgerbegehren
1995 brachten einige CSU-Politiker durch ein Bürgerbegehren mit dem Titel „Drei Tunnel braucht der Mittlere Ring“ den ersten Münchner Bürgerentscheid auf den Weg. Am 23. Juni 1996 entschieden die Münchner Wähler mit knapper Mehrheit für einen weiteren Ausbau des Mittleren Rings und gegen den Willen der Stadtratsmehrheit aus SPD und Grünen.

### Planung
Das Planfeststellungsverfahren lief von 1999 bis 2003. Der Planfeststellungsbeschluss folgte im Februar 2003. Die Regierung von Oberbayern genehmigte den Tunnel unter der Maßgabe, dass beim Bau erschütterungsarme Technik eingesetzt wird und dass Einhaltung von Bauzeiten und Durchführung von Beweissicherungsverfahren Rechnung getragen wird. In den Bereichen, in denen der Tunnel in Grundwasserschichten eintaucht, müssen die wasserwirtschaftlichen Belange berücksichtigt werden.
Ursprünglich sollte der Tunnelbau 2005 beginnen. Aufgrund der Finanznot der Stadt erfolgte die Projektgenehmigung durch den Münchner Stadtrat erst im April 2007.

## Bauverlauf

### Allgemein
Der Tunnel wurde in Deckelbauweise hergestellt. Dabei wurden zuerst die Tunnelwände (Bohrpfahlwände) und die Tunneldecke hergestellt. Im zweiten Schritt erfolgte der Erdaushub unter der Tunneldecke mit Herstellung des Fahrbahnbodens. Im letzten Schritt erfolgte der technische Endausbau.
Zur Information der Bürger stellte das Baureferat Mitte 2009 einen Infocontainer auf dem Luise-Kiesselbach-Platz auf.

### Tunnelvorleistungen
Das gesamte Projekt „Mittlerer Ring Südwest“ wurde in fünf Baulose aufgeteilt. Der Tunnel Heckenstallerstraße stellt das Baulos E dar. Nach Beginn der Verlegung der Versorgungsleitungen (Gas, Wasser, Abwasser) begannen ab Ende 2007 die Planungen zur Bauausführung sowie der provisorischen Verkehrsführung. Die europaweite Ausschreibung für die einzelnen Bauleistungen begannen im Februar 2009. Als unmittelbare Bauvorleistung fällte das Baureferat die in der Heckenstallerstraße befindlichen Bäume.

### Durchführung der Baumaßnahmen
Die erste Bauphase begann im August 2009 mit der Baufeldfreimachung. Danach wurden die Richtungsfahrbahnen nach Norden verlegt.
Die zweite Bauphase begann im Herbst 2009. In der zweiten Bauphase wurden die südlichen Bohrpfahlwände hergestellt, der Voraushub der Deckenbaugrube durchgeführt und die 1,2 Meter dicke Tunneldecke errichtet. Der Verkehr verläuft dabei auf den nördlichen provisorischen Fahrbahnen. Zum Ende der zweiten Bauphase wurde die Deckenbaugrube wieder verfüllt. Die dritte Bauphase begann mit der Umlegung der östlichen Richtungsfahrbahn auf die Südseite. Danach wurde die Mittelstütze mit Bohrpfahlfundament gebaut. Im nächsten Schritt wurde der mittlere Bereich der Tunneldecke hergestellt und anschließend wieder verfüllt.
In der vierten Bauphase wurde die westliche Richtungsfahrbahn nach Süden verlegt, die Bohrpfählwände gesetzt, die Tunneldecke hergestellt und das Baufeld wieder verfüllt. Die Bauphase 4 wurde 2014 beendet.
Die letzte Bauphase begann mit dem Erdaushub unter den Deckenelementen. Danach folgte der Rohbau. Diese Arbeiten fanden von Mitte 2012 bis Mitte 2014 statt. Danach folgte der technische Innenausbau von Anfang 2014 bis Mitte 2015. Die Eröffnung des Tunnels Heckenstallerstraße erfolgte am 27. Juli 2015.

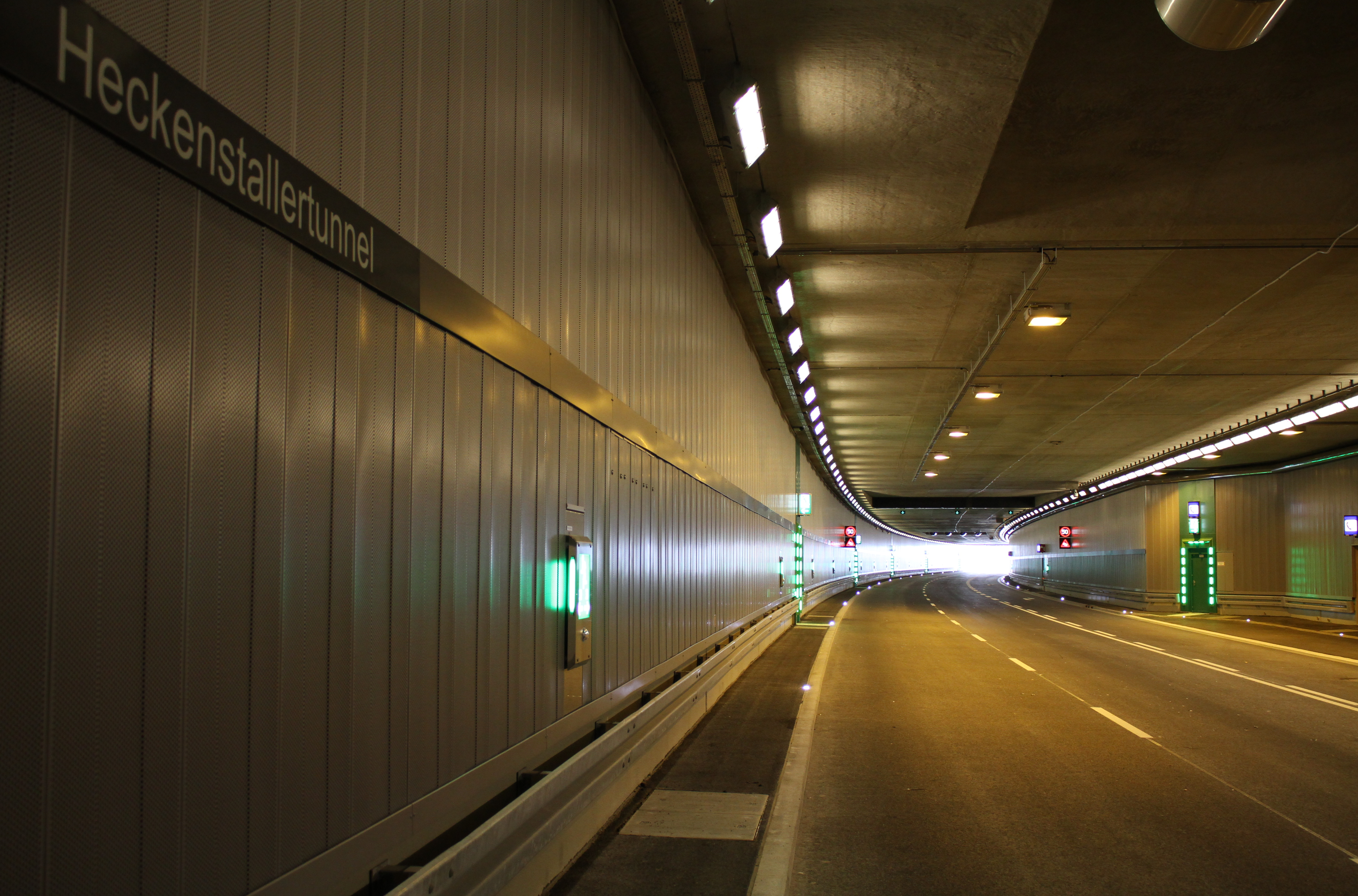
Tunnel Heckenstallerstraße nach der Fertigstellung

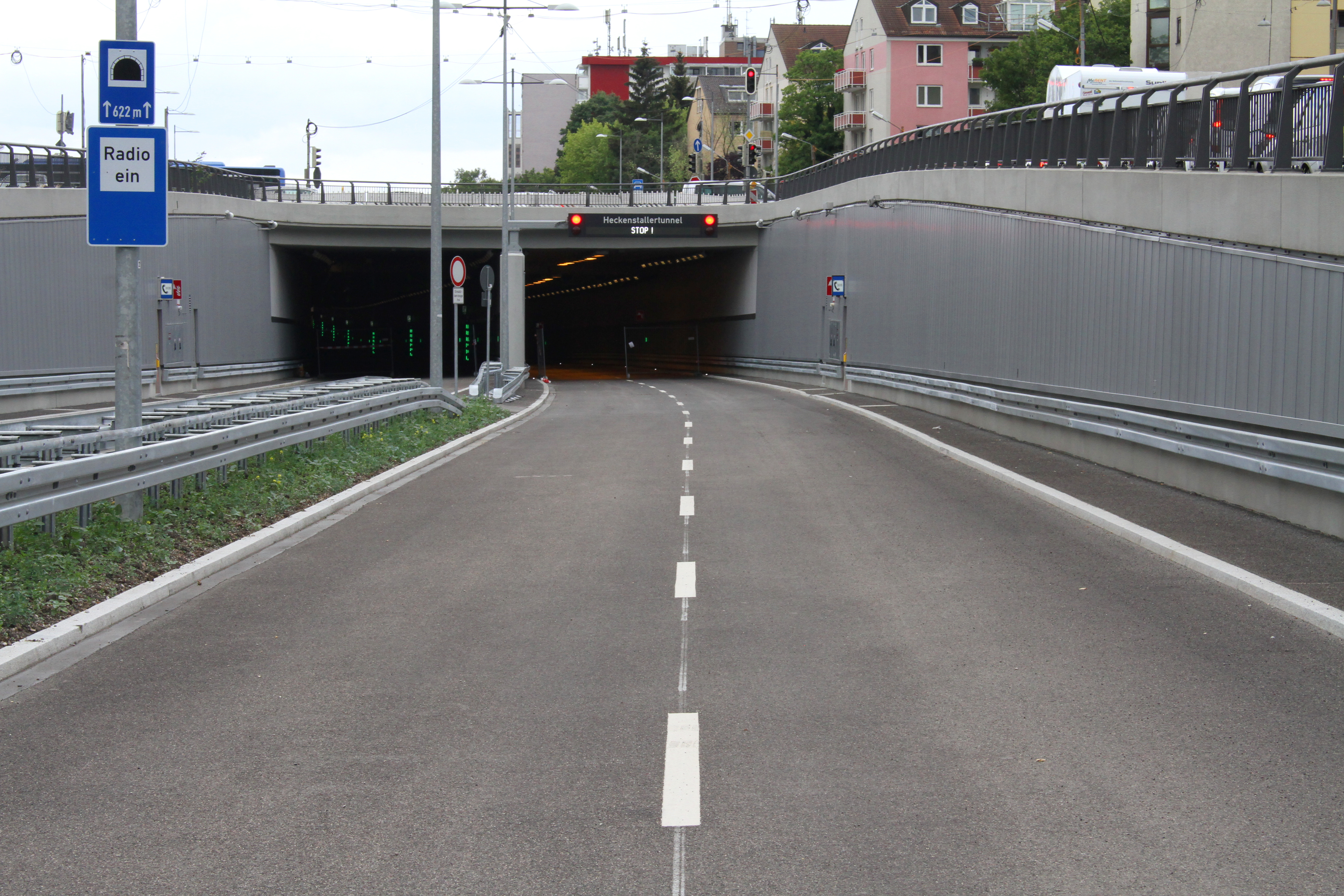
Ost-Portal des Tunnels

## Ausbau an der Oberfläche
Im westlichen Abschnitt der Heckenstallerstraße wurden Lärmschutzwände errichtet und die Grabbebrücke neu errichtet. Über dem Tunnel findet kein Oberflächenverkehr mehr statt. Hier wurde 2017 der Heckenstallerpark eröffnet.

## Trivia
Während im Bereich der abgesenkten Straße kurz vor Tunnelbeginn in der Fahrtrichtung Ost die an den Tunnel anschließende Ausfahrt noch korrekt mit „Passauerstraße“ (benannt nach Anton Passauer) beschildert ist, bezeichnet das Leuchtschild im Tunnel selbst diese Ausfahrt fälschlich als „Passauer Str.“ Als „Passauer Straße“ (Straße nach Passau) wird landläufig – und in manchen Straßenverzeichnissen auch so gedruckt – der auf Münchner Flur liegende Beginn der BAB 94 München-Passau verstanden. Diese trägt allerdings – um Verwechslungen zu vermeiden – bereits seit 1962 den Namen „Töginger Straße“. Töging am Inn liegt ebenfalls an der BAB 94, auf dem Weg nach Passau.

## Kosten des Projektes
Die Kosten des Bauprojektes „Mittlerer Ring Südwest“ mit Garmischer Straße und Tunnel, Luise-Kiesselbach-Platz und Heckenstallerstraße und Tunnel sowie der diversen Zu- und Abfahrten beliefen sich auf 398 Mio. €.

## Technik im Tunnel
Der 620 Meter lange Tunnel verfügt über ein Betriebsbauwerk mit Pumpwerk und zwei Notausgänge zur Oberfläche. Die Abgase der Kfz werden jeweils in Fahrtrichtung bei den Tunnelportalen ausgeblasen. Sie werden bei ausreichender Bewegung durch den vom Verkehr selbst erzeugten Fahrtwind transportiert, bei Bedarf, insbesondere im Fall eines länger anhaltenden Staus, schalten sich Großventilatoren zu.